# Absolute Let's Dance opus 13
Absolute Let's Dance opus 13, kompilation i serien Absolute Dance udgivet i 1996. 

## Spor
1. Los del Rio – "Macarena" (Bayside Boys Remix)
2. George Michael – "Fastlove" (Forthright Edit)
3. Everything but the Girl – "Wrong" (Todd Terry Remix Edit)
4. Captain Jack – "Soldier Soldier" (It's Summertime Mix)
5. Umboza – "Sunshine" (Radio Edit)
6. U96 – "Heaven" (French Kiss Version)
7. Mr. President – "Coco Jamboo"
8. Nu Soul featuring Kelli Rich – "Hide-A-Way" (7" Edit)
9. Exposure – "Teddy Bear" (Southbeach-Radio Mix)
10. Reel 2 Real – "Jazz It Up" (Erick "More" Radio Edit)
11. JX – "There's Nothing I Won't Do" (Original Edit)
12. Rob'n'Raz Circus – "Take A Ride" (Radio Edit)
13. Maxi Priest feat. Shaggy – "That Girl" (Urban Mix)
14. Papa Dee – "The Journey" (Original Version)
15. Backstreet Boys – "Get Down (You're The One For Me)"
16. Michealia Rowe – "Tender Love And Care" (Looney Choons F. Edit)
17. J.K. – "My Radio" (M.B.R.G. Radio Version)
18. DJ Dado – "Metropolis" (The Legend Of Babel
19. Latin Thing – "Latin Thing" (Alive Radio Edit)